# Banie

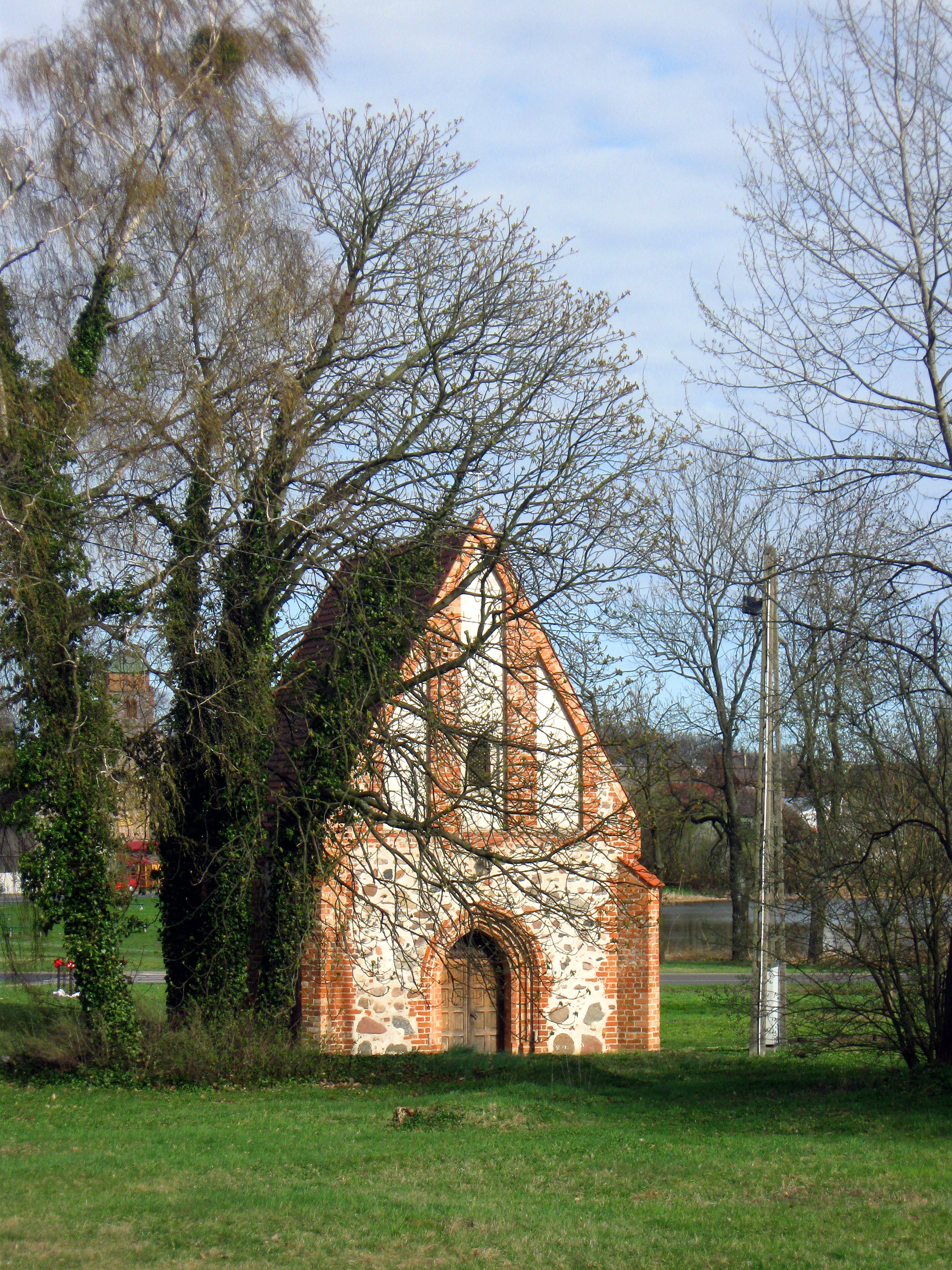
Sankt Georgskapellet.

Banie (tyska: Bahn) är en by och centralort i landskommun i nordvästra Polen, belägen i distriktet Powiat gryfiński i Västpommerns vojvodskap, omkring 30 kilometer söder om Szczecin vid floden Tywa. Orten hade omkring 2 000 invånare år 2004 och är centralort i Gmina Banie, Banies landskommun.

## Historia

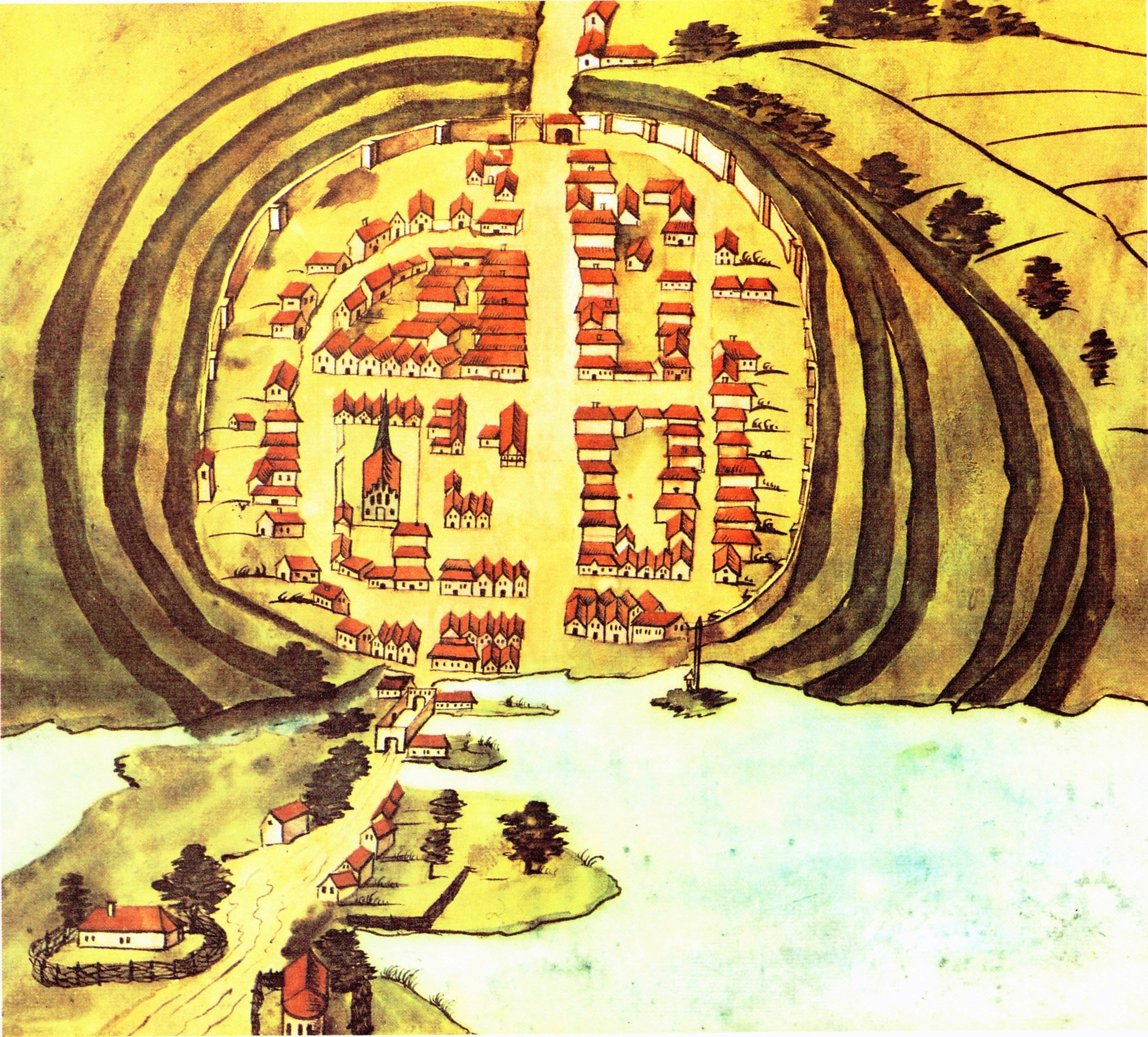
Staden Bahn, av okänd konstnär omkring 1615. Ur Stralsunder Bilderhandschrift.

Orten är i tysk och svensk historia före 1945 huvudsakligen känd under sitt tyska namn, Bahn, medan den polska namnformen Banie använts efter 1945.

### Förhistoria och medeltid
Platsen är bebodd sedan bronsåldern, vilket fynd av urnor daterade till omkring 1000 f.Kr. visar. Under tidig medeltid låg här en västslavisk befästning. 
Under 1100-talet kom orten att utgöra den södra utkanten av de pommerska hertigarnas domäner. När Bahn fick stadsrättigheter är inte känt, men orten omnämns som stad 1234 då staden och den omgivande landsbygden skänktes av hertigen Barnim I av Pommern till Tempelherreorden. Efter denna ordens upplösning 1312 övergick staden i johanniternas ägo. 1330 erövrades staden av markgrevskapet Brandenburg men 1345 blev staden åter pommersk under Barnim III. Slottet förblev dock i johanniternas ägo. 1399 dödades ordens mästare Detlof von Waldmode av stadsborna under en konflikt mellan johanniterna och staden; som bot tvingades stadsborna att resa ett kors och fram till 1500-talet årligen böta 25 gulden.
År 1417 grundade johanniterna stadens S:t Georgshospital. Vid samma tid grundades också stadens passionsspel. Dessa blev ökända efter att huvudrollsinnehavarna slagits ihjäl 1498 i samband med ett svartsjukedrama. Staden lystes då i bann och passionsspelen förbjöds. Dessa händelser blev upphov till ett talesätt i Pommern; enligt 1500-talets pommerska krönikörer betydde att något "gick till som skådespelet i Bahn", att något trots goda intentioner slutade i katastrof. År 1478 erövrades och förstördes staden av Brandenburg, men i freden i Prenzlau 1479 tillföll staden åter Pommern. Efter Pommerns delningar på 1500-talet tillhörde staden hertigdömet Pommern-Wolgast och Vorpommern, trots sitt läge öster om floden Oder.

### Under Svenska Pommern 1648–1679
Genom Westfaliska freden 1648 blev staden del av Svenska Pommern och Sverige. Efter skånska kriget avträdde Sverige städerna Bahn, Cammin och Greifenhagen till Brandenburg i freden i Saint-Germain 1679.

### Brandenburg-Preussen 1679–1945
Från 1701 blev staden tillsammans med Brandenburg också en del av kungadömet Preussen. 1768 revs större delen av stadens murar, utom Kruttornet som fortfarande finns bevarat. Från 1815 tillhörde staden administrativt provinsen Pommern.
Staden påverkades inte i någon högre grad av industrialiseringen under det tyska kejsardömet, utan förblev en lantlig småstad med jordbruk och småskaligt hantverk som huvudsakliga näringar. Först 1895 fick staden järnvägsanslutning med smalspårsjärnväg till Greifenhagen.

### Polen 1945–
Vid andra världskrigets slut 1945 blev Bahn tillsammans med övriga Hinterpommern del av Polen enligt Potsdamöverenskommelsen, och döptes om av de polska myndigheterna till Banie. Den tysktalande befolkningen tvångsförflyttades över den nya gränsen till Tyskland vid Oder. Under decennierna efter kriget återbefolkades orten av inflyttade flyktingar från andra delar av Polen och de sovjetiska områdena öster om Curzonlinjen. Orten har under Polen administrativt saknat formella stadsrättigheter, på grund av den efter kriget fåtaliga befolkningen.
En lastbilschaufför från Banie, Łukasz Urban, vars lastbil kapades i samband med attentatet i Berlin 2016 och som avled av skador under kapningen, begravdes i hemorten under stora hedersbetygelser. Vid ceremonin 30 december närvarade landets president Andrzej Duda.